# Бернхард III фон Еберщайн
Бернхард III фон Еберщайн (на немски: Bernhard III von Eberstein; * 1459; † 1526) от швабската графска фамилия Еберщайни е граф на Еберщайн в Ной-Еберщайн при Гернсбах в Северен Шварцвалд и президент на имперския камерен съд (1510 – 1520).

## Произход
Той е син на граф Йохан (Ханс) фон Еберщайн (* 1 юни 1421; † 1479) и съпругата му Мария фон Епщайн († сл. 29 юни 1463), дъщеря на Еберхард II фон Епщайн († 1443) и третата му съпруга Агнес фон Кронберг († 1442). Внук е на граф Бернхард I фон Еберщайн (1381 – 1440) и Агнес фон Финстинген-Бракенкопф († 1440).
Той умира през 1526 г. и е погребан в Гернсбах.

## Фамилия
Бернхард III фон Еберщайн се жени 1494 г. за Кунигунда фон Валдбург-Зоненберг (1482 – 1538), дъщеря на граф Еберхард II фон Валдбург-Зоненберг († 1483) и графиня Анна фон Фюрстенберг († 1522). Те имат 16 деца:
- Вилхелм IV фон Еберщайн (* 1497; † 1 юли 1562), граф на Еберщайн, господар на Болтринген-Ноу-Еберщайн, президент на имперския камерен съд (1546 – 1555), женен на 6 ноември 1522 г. за графиня Йохана фон Ханау-Лихтенберг (* 1507; † 27 януари 1572)
- Бернхард фон Еберщайн (* 1494/1498; † 9 април 1569), женен за Циглер
- Филип фон Еберщайн (* 1499; † сл. 1517)
- Катарина фон Еберщайн (* 1500; † 150?)
- Анна фон Еберщайн (* 1501; † 1573)
- Кристоф фон Ной-Еберщайн (1502; † 1527)
- Емилия фон Еберщайн (* 1506; † пр. 1540), омъжена 1524 г. за граф Николаус II фон Салм († 1550)
- Хелена фон Еберщайн (* 1508 – ?)
- Елизабет фон Еберщайн (* 1509; † пр. 1533), омъжена на 20 юли 1523 г. за граф Габриел фон Саламанка-Ортенбург († 1539/1540)
- Маргарета фон Еберщайн (* 1510 – ?), омъжена за Хайнрих фон Щофелн
- Урсула фон Еберщайн (* 1511; † сл. 1550), омъжена за Вилхелм Квад фон Бушфелд († сл. 1543)
- Гертруда фон Еберщайн (* 1512; † 1551), омъжена на 26 май 1530 г. за граф Юлиус I фон Хардег-Глац († 1557)
- Пракседис фон Еберщайн (* 1514; † 10 октомври 1569), омъжена I. ок. 1540 г. за фрайхер Андреас фон Пуххайм-Раабс-Крумбах († 1558)
- Йохан Бернхард фон Еберщайн (1515 – 1519)
- Йохан Якоб I фон Еберщайн (* 20 януари 1517; † 8 юни 1574), граф на Ной Еберщайн, Фрауенберг-Риксинген-Оберщайн, женен I. на 31 декември 1542 г. за Барбара фон Даун-Оберщайн († 14 февруари 1547), II. 1557 г. за Катарина Аполония фон Лайнинген-Харденбург († 1585)